# Juif (Saona i Loira)
Juif és un municipi francès, situat al departament de Saona i Loira i a la regió de Borgonya - Franc Comtat. L'any 2007 tenia 251 habitants.

## Demografia

### Població
El 2007 la població de fet de Juif era de 251 persones. Hi havia 112 famílies, de les quals 32 eren unipersonals (16 homes vivint sols i 16 dones vivint soles), 44 parelles sense fills i 36 parelles amb fills.
La població ha evolucionat segons el següent gràfic:
Habitants censats

### Habitatges
El 2007 hi havia 144 habitatges, 109 eren l'habitatge principal de la família, 26 eren segones residències i 9 estaven desocupats. 142 eren cases i 1 era un apartament. Dels 109 habitatges principals, 94 estaven ocupats pels seus propietaris, 12 estaven llogats i ocupats pels llogaters i 3 estaven cedits a títol gratuït; 2 tenien una cambra, 8 en tenien dues, 23 en tenien tres, 31 en tenien quatre i 45 en tenien cinc o més. 101 habitatges disposaven pel capbaix d'una plaça de pàrquing. A 47 habitatges hi havia un automòbil i a 51 n'hi havia dos o més.

### Piràmide de població
La piràmide de població per edats i sexe el 2009 era:
| Homes | Edats   | Dones |
| ----- | ------- | ----- |
| 0     | 95 o +  | 0     |
| 0     | 90 a 94 | 0     |
| 0     | 85 a 89 | 0     |
| 4     | 80 a 84 | 0     |
| 4     | 75 a 79 | 0     |
| 16    | 70 a 74 | 20    |
| 8     | 65 a 69 | 8     |
| 4     | 60 a 64 | 16    |
| 4     | 55 a 59 | 0     |
| 4     | 50 a 54 | 8     |
| 12    | 45 a 49 | 12    |
| 12    | 40 a 44 | 4     |
| 4     | 35 a 39 | 12    |
| 4     | 30 a 34 | 0     |
| 0     | 25 a 29 | 0     |
| 16    | 20 a 24 | 0     |
| 20    | 15 a 19 | 8     |
| 16    | 10 a 14 | 12    |
| 12    | 5 a 9   | 4     |
| 8     | 0 a 4   | 0     |

## Economia
El 2007 la població en edat de treballar era de 152 persones, 111 eren actives i 41 eren inactives. De les 111 persones actives 103 estaven ocupades (65 homes i 38 dones) i 8 estaven aturades (1 home i 7 dones). De les 41 persones inactives 14 estaven jubilades, 13 estaven estudiant i 14 estaven classificades com a «altres inactius».

### Ingressos
El 2009 a Juif hi havia 113 unitats fiscals que integraven 248 persones, la mediana anual d'ingressos fiscals per persona era de 14.704 €.

### Activitats econòmiques
Dels 5 establiments que hi havia el 2007, 2 eren d'empreses de fabricació d'altres productes industrials, 2 d'empreses de construcció i 1 d'una empresa de comerç i reparació d'automòbils.
Dels 2 establiments de servei als particulars que hi havia el 2009, 1 era un paleta i 1 perruqueria.
L'únic establiment comercial que hi havia el 2009 era una botiga de menys de 120 m².
L'any 2000 a Juif hi havia 26 explotacions agrícoles que ocupaven un total de 826 hectàrees.

## Poblacions més properes
El següent diagrama mostra les poblacions més properes.